# Mühlhausen-Ehingen
Mühlhausen-Ehingen est une commune de Bade-Wurtemberg (Allemagne), située dans l'arrondissement de Constance, dans le district de Fribourg-en-Brisgau.

## Jumelages
- Domène (France) depuis 1997